# Johann Mattheson
Johann Mattheson (28. září 1681, Hamburk – 17. dubna 1764, tamtéž) byl německý hudební skladatel, hudební spisovatel a mecenáš.

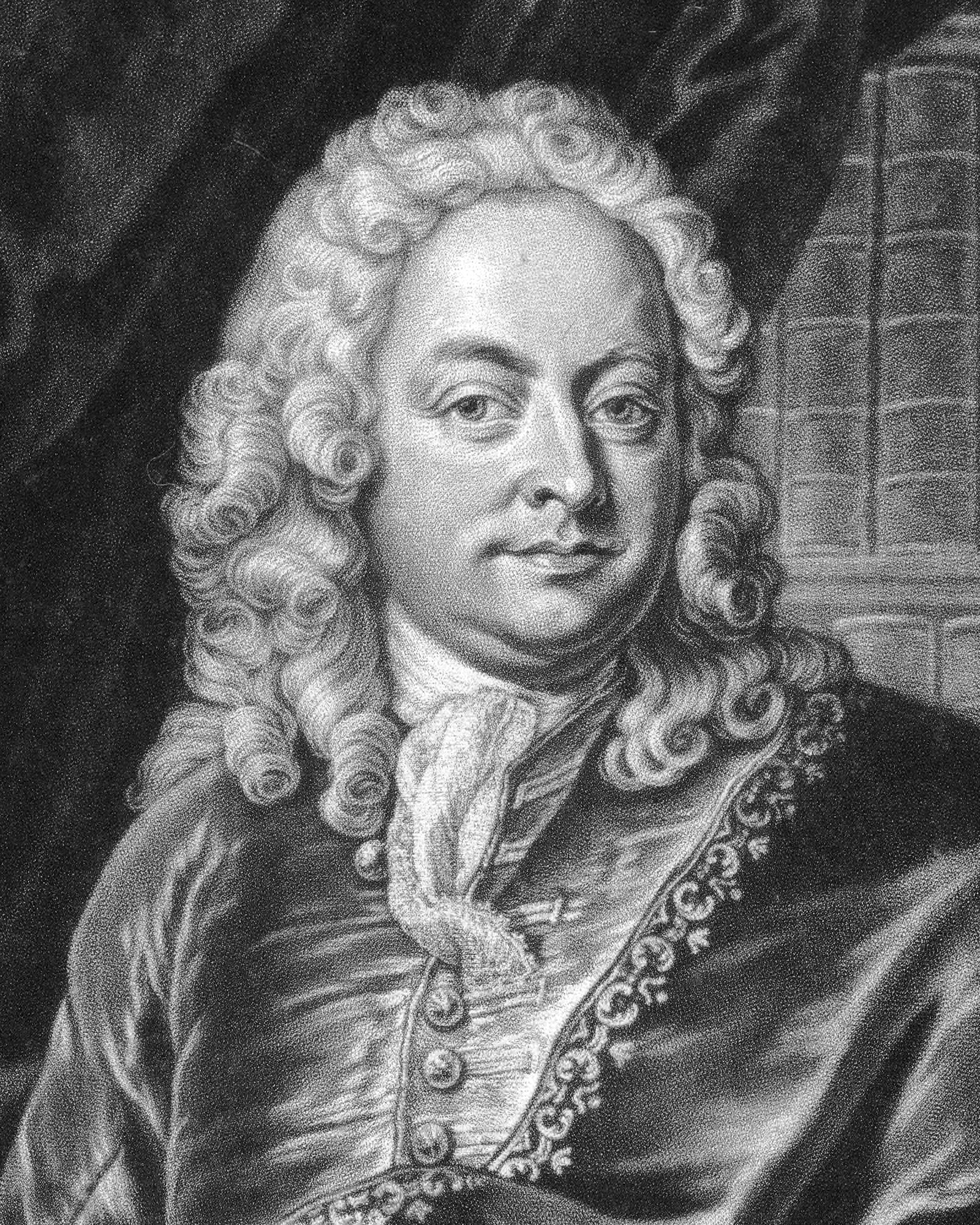
Johann Mattheson, 1746
(mědiryt od Johanna Jacoba Haida)

## Život
Johann Mattheson byl polyhistor své doby. Jako syn bohatého hamburského kupce se mu brzy dostalo důkladného všeobecného vzdělání, stejně jako znalosti cizích jazyků (angličtina, francouzština, italština a latina) a také v oblasti hudby (zpěv, housle, varhany a cembalo). Jedním z jeho učitelů byl varhaník Johann Nicolaus Hanff. Později se naučil také na violu da gamba, zobcovou flétnu, hoboj a loutnu.
Již v devíti letech zpíval a sám se při tom doprovázel na harfu. Hrál na varhany v kostele a byl členem hamburského operního sboru. O několik let později zde zpíval jako sólista, vedl zkoušky a roku 1699 zkomponoval svou první operu. Sám řídil její provedení a zpíval jednu z hlavních rolí.
Roku 1703 se zde seznámil s Georgem Friedrichem Händelem a stal se jeho celoživotním přítelem, i když toto přátelství nebylo zcela neproblematické. Oba si intenzivně vyměňovali zkušenosti, zejména když šlo o konkrétní diskuse o názorech na hudbu. Během jednoho představení Matthesonovy opery Cleopatra vyvstal spor o hudební provedení, který vyústil v duel. Jen knoflík na Händelově kabátě zabránil jeho vážnému zranění. Oba protivníci se usmířili ještě téhož večera. Mattheson se však po celý život cítil zjevně Händelem nedoceněný.
Mattheson i Händel se v Lübecku ucházeli o místo varhaníka po zesnulém Dietrichu Buxtehudem, které však ani jeden z nich nezískal. Úřad byl nakonec obsazen Johannem Christianem Schieferdeckerem, jenž byl zároveň odhodlaný oženit se s Buxtehudeovou nejstarší dcerou, což byla podmínka získání místa. Mattheson a Händel se vrátili do Hamburku, kde Mattheson roku 1704 získal post hofmistra a brzy též sekretáře a korespondenta anglického vyslance, který vykonával do vysokého věku, a který mu zajišťoval vysoké příjmy a vysoké sociální postavení. O rok později ukončil svoji činnost operního pěvce a roku 1709 se oženil s Catharinou Jenningsovou, dcerou anglického pastora. Manželství však bylo bezdětné.
V roce 1715 se stal vikářem a roku 1718 hudebním ředitelem v hamburské katedrále. Toto místo však musel roku 1728 opustit, neboť došlo k závažnému sporu se zpěváky jeho oratorií, kteří jej nadále bojkotovali. Navíc jej začal prudce opouštět sluch, jeho nedoslýchavost se stále zhoršovala, až zcela ohluchl.

## Dílo
V tomto období psal své hudebně teoretické spisy:
- Generalbaßschule (Škola generálbasu), 1731
- Die exemplarische Organistenprobe (Ukázková varhanická zkouška), 1731
- Kern melodischer Wissenschafft, bestehend in den auserlesensten Haupt- und Grund-Lehren der musicalischen Setz-Kunst oder Composition (Jádro melodické vědy, sestávající z nejvybranější hlavní a základní nauky o umění hudební sazby čili kompozice), 1737

a své nejznámější pojednání
- Der vollkommene Capellmeister (Dokonalý kapelník), 1739, jež bylo podrobně představeno a recenzováno Lorenzem Christophem Mizlerem v jeho Musikalische Bibliothek.
- Vydával také časopisy, jako první německý hudební časopis Der musicalische Patriot (Hudební vlastenec) 1728/29, a překládal romány a odbornou literaturu z angličtiny, francouzštiny, italštiny a latiny.

Jeho Grundlage einer Ehren-Pforte z roku 1740 je souhrnné dílo o 149 hudebnících, jejichž životopisy znal částečně z osobního kontaktu, přičemž mnoho z těchto článků jsou autobiografie, které by bez Matthesonovy výzvy zřejmě nikdy nevznikly. Roku 1761, tedy dva roky po Händelově smrti, vydal německý překlad první Händelovy biografie od Johna Mainwaringa, Memoirs of the Life of the Late George Frederic Handel (Paměti ze pozdních let Georga Fridricha Händela), první biografie o skladateli v knižní formě vůbec.